# Rubeši
Rubeši är en ort i Kroatien.   Den ligger i länet Gorski kotar, i den västra delen av landet, 140 km väster om huvudstaden Zagreb. Rubeši ligger 290 meter över havet och antalet invånare är 1 730.
Terrängen runt Rubeši är huvudsakligen kuperad, men söderut är den platt. Havet är nära Rubeši söderut. Runt Rubeši är det ganska tätbefolkat, med 192 invånare per kvadratkilometer. Närmaste större samhälle är Rijeka, 5,5 km sydost om Rubeši. I omgivningarna runt Rubeši växer i huvudsak blandskog.